# Pennisetum sieberianum
Pennisetum sieberianum là một loài thực vật có hoa trong họ Hòa thảo. Loài này được (Schltdl.) Stapf & C.E.Hubb. mô tả khoa học đầu tiên năm 1933.